# برینیانو-فراسکاتا

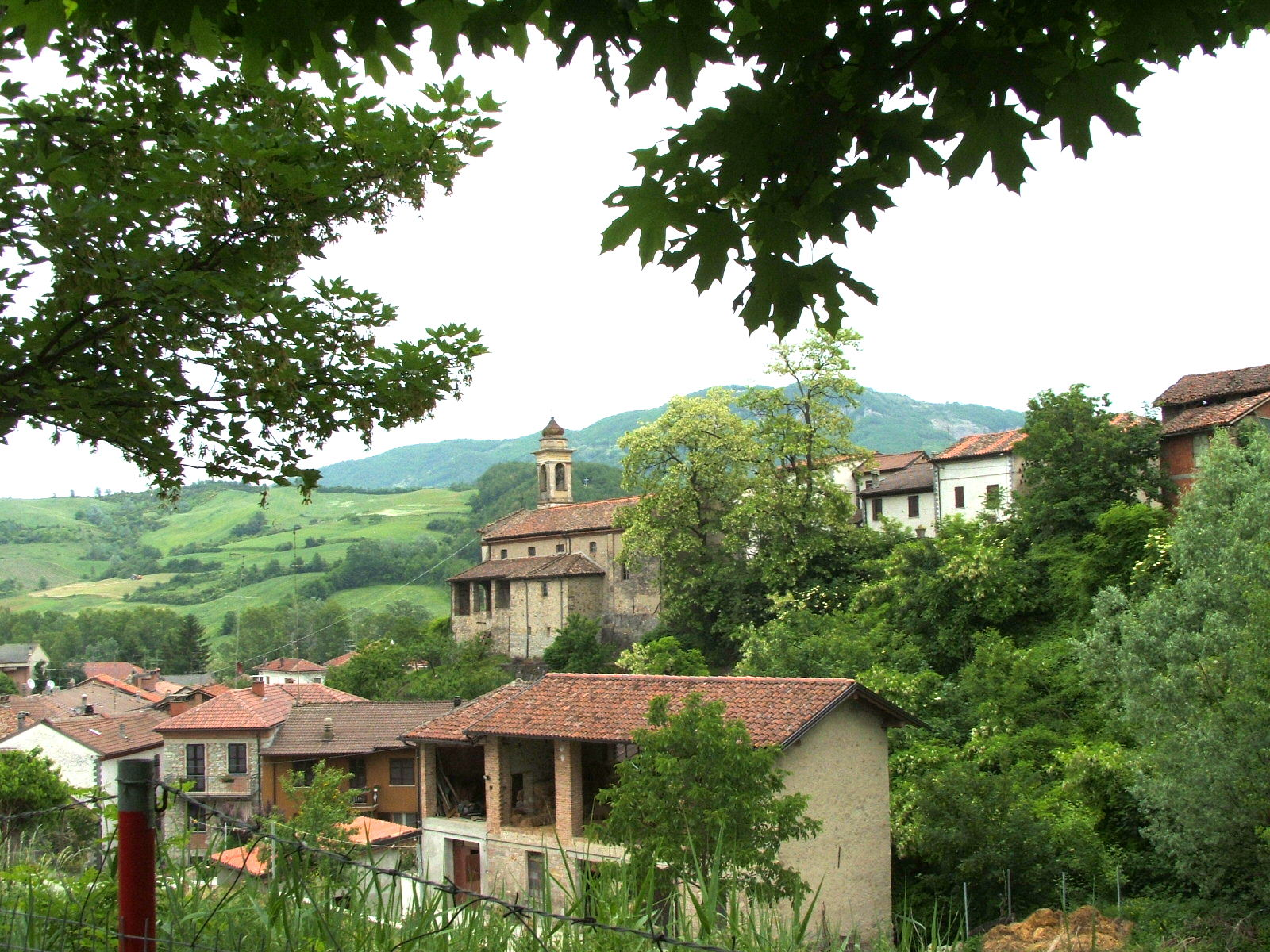
عکس گرفته شده از مکانی مرتفع در شهر برینیانو-فراسکاتا هست

برینیانو-فراسکاتا (به ایتالیایی: Brignano-Frascata) یک کومونه در ایتالیا است که در استان آلساندریا واقع شده‌است.

## خصوصیات
برینیانو-فراسکاتا ۱۷٫۴ کیلومترمربع مساحت و ۴۸۲ نفر جمعیت دارد و ۲۸۸ متر بالاتر از سطح دریا واقع شده‌است.